# Giuseppe Lechi
Giuseppe Lechi, detto Joseph (Aspes, 15 dicembre 1766 – Brescia, 9 giugno 1836), è stato un generale, rivoluzionario e patriota italiano.

## Biografia

Stemma Lechi

Figlio primogenito di Faustino Lechi, il generale Giuseppe Lechi fu già in vita considerato uomo di grandi luci e ombre ("oscure e torbide"), temerario e spregiudicato simile in questo allo zio il conte Galliano Lechi. Il nonno Pietro fu un noto massone ed illuminista.
Nato cittadino della Serenissima Repubblica intraprende la carriera militare nell'esercito austriaco raggiungendo il grado di capitano. All'arrivo di Napoleone Bonaparte in Italia, influenzato anche dal fratello Giacomo, organizza e conduce con i fratelli Teodoro e Angelo ed altri amici, tutti membri della società segreta del "Casino dei Buoni Amici", la Rivoluzione bresciana del 18 marzo 1797 contro il governo veneto.
Giuseppe entra quindi nel governo provvisorio di Brescia ed organizza la Legione Bresciana che Bonaparte invia in Emilia e nelle Marche e quindi nell'Italia centrale. È a Città di Castello che avviene il famoso episodio della discussa donazione a Giuseppe Lechi da parte della città del quadro dello Sposalizio della Vergine di Raffaello, oggi conservata a Milano presso l'Accademia di Brera.
Nella primavera del 1799 è in campagna militare in Valtellina intento a domare le rivolte anti-francesi. All'arrivo degli austro-russi Giuseppe si ritira con i suoi soldati a Digione per essere incorporato nella Legione Italica comandata dal Generale Teulié. Ritornato in Italia con Napoleone combatte a Marengo (14 giugno 1800) dove è nominato Generale di divisione sul campo.
Dopo la Pace di Luneville (9 febbraio 1801) diviene comandante di divisione sotto Gioacchino Murat e, contemporaneamente, entra nel nuovo Corpo legislativo della Repubblica Italiana.
Sempre più legato al circolo murattiano, il generale Lechi aderisce alla Massoneria e diverrà Gran Maestro del Grande Oriente di Napoli (sarà poi insignito del 33º grado del rito scozzese antico ed accettato e diventerà uno dei fondatori del supremo consiglio del rito di Milano) e si unisce a quei gruppi di patrioti che propugnano l'ideale dell'Unità d'Italia segnando così la nascita del Risorgimento italiano.
Nel 1804, agli ordini del generale Saint-Cyr, Giuseppe Lechi partecipa alla conquista del Regno di Napoli combattendo nelle regioni adriatiche. Nel 1805 è di nuovo a Napoli al seguito di Murat e Giuseppe Bonaparte al quale anche si legherà strettamente di amicizia e fedeltà personale.
Negli anni 1808 e 1809 "Joseph" Lechi è in Spagna al servizio di Giuseppe Bonaparte che ha ceduto il regno di Napoli a Murat; alla guida di un contingente di truppe italiane conquista la città di Barcellona e ne diventa temporaneamente il governatore.
Sottoposto a processo in Francia nel 1809 (apparentemente per accuse relative a violenze, prevaricazioni, malversazioni e abusi) cade in disgrazia ma non viene condannato ed è invece rinviato a Napoli al servizio dell'amico, il nuovo Re, Gioacchino Murat.
È anche coinvolto nelle cospirazioni del generale Domenico Pino, probabilmente anche come rappresentante di Murat nel complotto.
Il 31 gennaio 1814 Giuseppe è governatore della Toscana e in questa veste consegna Livorno ai britannici nel corso del tentativo di Murat di ottenere una pace separata con l'Austria. Nel 1815 è sempre al fianco di Murat nella sua ultima disperata resistenza contro gli austriaci nella Battaglia di Tolentino (2-3 maggio 1815). Catturato, rifiuta di giurare fedeltà al nuovo regime asburgico e rimane prigioniero in carcere a Lubiana fino al 1818.
Liberato si stabilisce nella villa di famiglia a Montirone, presso Brescia, e si sposa con Eleonora, figlia del Pari di Francia Simeon. Muore di colera a Brescia nel 1836.

## Immagini

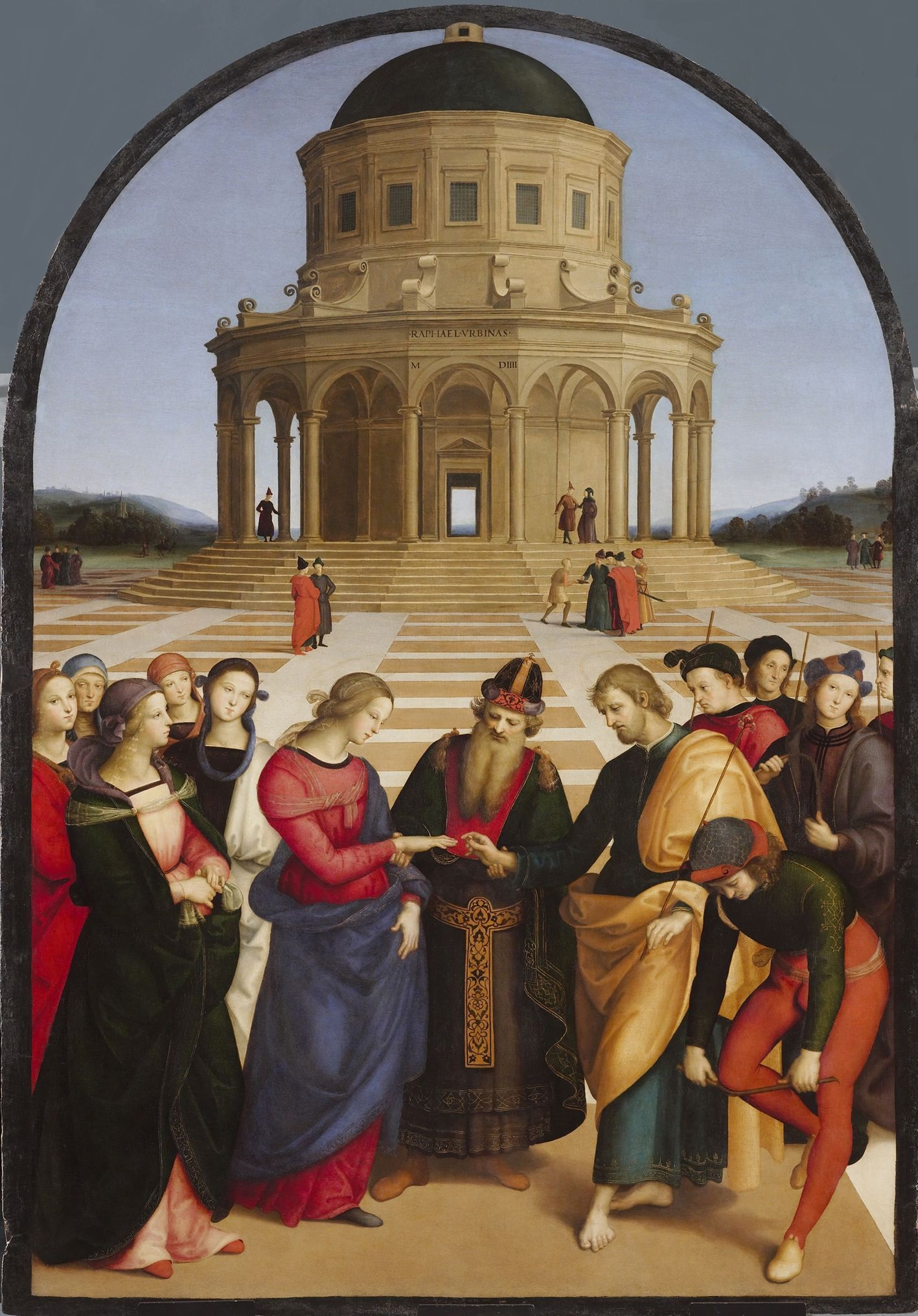
Lo sposalizio di Raffaello ricevuto in dono da Lechi nel 1798

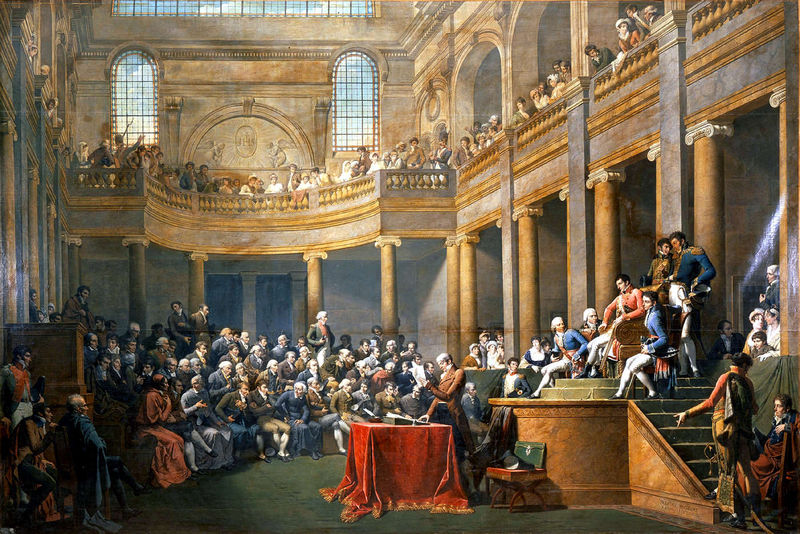
26 gennaio 1802,
I Comizi di Lione della Consulta della Repubblica Cisalpina
per decidere la presidenza del Primo Console.
Nicolas-André Monsiau, 1806-08.